# Solva mera
Solva mera är en tvåvingeart som beskrevs av Yang och Akira Nagatomi 1993. Solva mera ingår i släktet Solva och familjen lövträdsflugor.
Artens utbredningsområde är Shaanxi (Kina). Inga underarter finns listade i Catalogue of Life.